# Blutgeil
Blutgeil ist ein Schweizer Amateurfilm mit extremen Gewaltszenen.
Er handelt von zwei Zürcher Drogenfahndern, die nach einem Anschlag auf ihr Hauptquartier, bei dem alle ihre Kollegen getötet werden, einen Rachefeldzug gegen die dafür verantwortlichen Drogenabhängigen beginnen. In der Toilette eines einschlägigen Etablissements töten die beiden die anwesenden Junkies und Dealer. Anschließend stürmen sie ein besetztes Haus, werden dort aber von den Besetzern entwaffnet, gequält, getötet und verspeist.
Die Intention der Zürcher Hausbesetzer, die den Film im Jahre 1993 inszenierten, bestand darin, einen gesellschaftlichen Diskurs über die Rechtfertigung von Zensur zu fördern und die „Zensurbehörden“ zu diskreditieren.
Die Macher wurden wegen „grausamer Gewaltdarstellung“ zu kleinen Geldstrafen verurteilt. Außerdem mussten die Masterbänder und sämtliche Kopien des Films vernichtet werden, ein Masterband allerdings entging der Vernichtung, weshalb der Film weiterhin erhältlich ist. Da sich einer der Produzenten, Künstlername „Seelenlos“, weigerte, diese zu bezahlen, wurde seine Geldbuße in Freiheitsstrafe umgewandelt. Den Gefängnisaufenthalt nutzte „Seelenlos“, um auf den Fall aufmerksam zu machen.
Die Originalversion des Films ist in der Schweiz verboten. Unter dem Namen „The Blutgeil Case“ wurde eine Version des Films veröffentlicht, die nach dem Hauptfilm zusätzlich noch Interviews und TV-Berichte enthält. In Deutschland wurde der Film auf der „Jung & Mutiert“-VHS-Compilation des Magazins Splatting Image veröffentlicht.